# Флаг Канады
Национальный флаг Канады (англ. National flag of Canada, фр. Drapeau national du Canada) — один из государственных символов страны. Представляет собой прямоугольное полотнище красного цвета с белым квадратом посередине, на котором изображён одиннадцатиконечный красный кленовый лист. Ширина флага относится к его длине как 1:2. Флаг был принят в 1965 году.

## Цвета и их значение
| Цвет | Красный     | Белый         |
| ---- | ----------- | ------------- |
| HTML | # FF0000    | # FFFFFF      |
| RGB  | 255, 0, 0   | 255, 255, 255 |
| PMS  | Red 032     | White         |
| CMYK | 0-100-100-0 | 0-0-0-0       |

Официального толкования цветов канадского государственного флага не существует. Согласно одной из распространённых расшифровок, красные полосы по бокам символизируют два океана — Тихий и Атлантический, которыми с двух сторон омывается Канада. Кленовый лист подчёркивает единство нации.
- красный — цвет креста Святого Георгия, символизирует Великобританию (бывшую метрополию);
- белый цвет символизирует Францию (бывшую метрополию Квебека)

## Описание

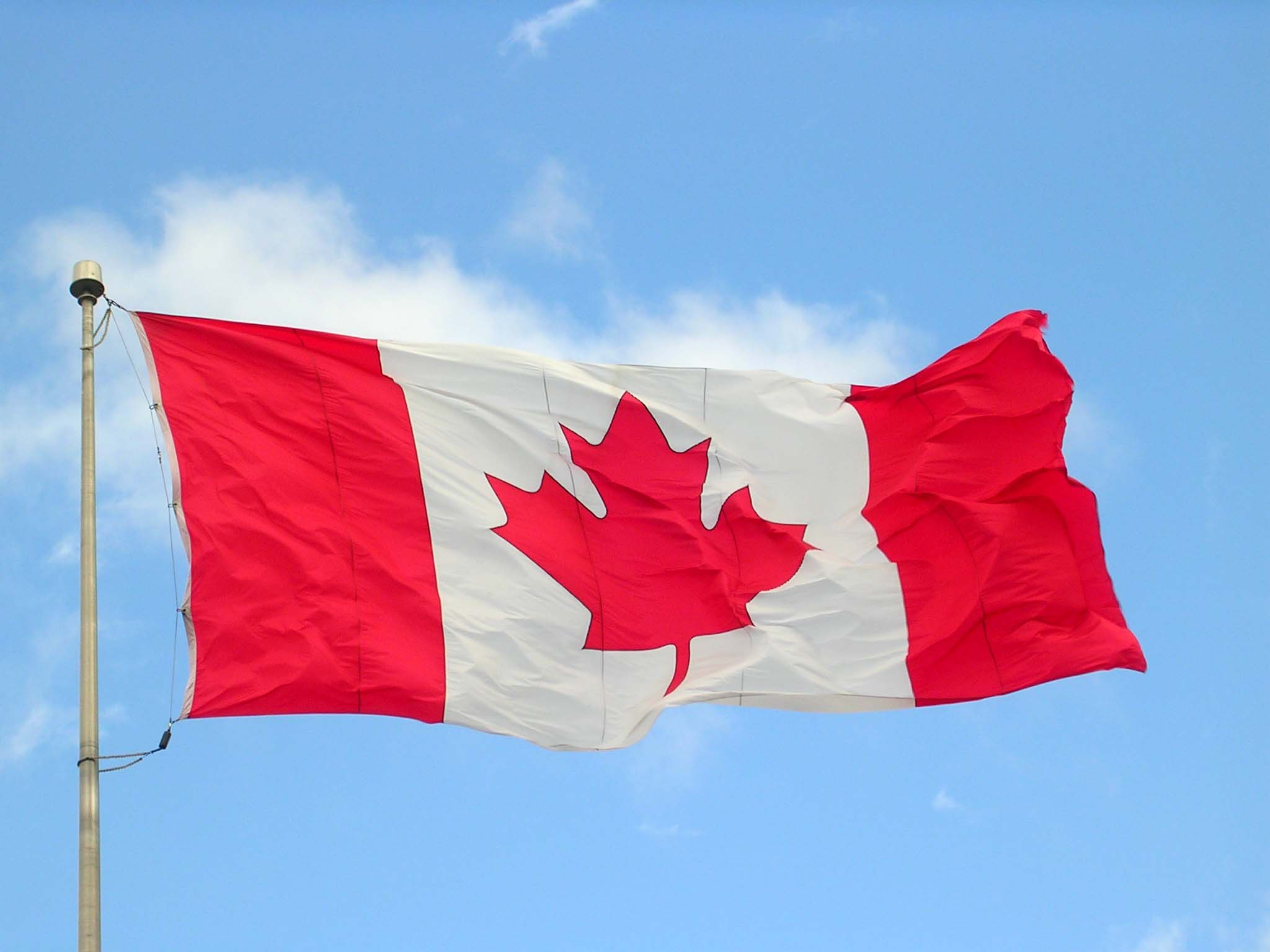
Развевающийся на ветру флаг

Лицевая и обратная стороны флага Канады идентичны. Флаг имеет двухстороннюю симметрию. Средняя полоса составляет ½ длины флага. Боковые полосы одинаковы, и ширина каждой составляет ¼ длины флага. Такая конфигурация флага получила название «Канадский столб». В центре флага изображён красный кленовый лист, являющийся символом Канады ещё с XVIII века. Число вершин — 11 никакого символического значения не имеет. Количество и порядок расположения концов листа были выбраны после проведения испытаний в аэродинамической трубе. Они показали, что на флаге в условиях сильного ветра меньше всего искажается изображение одиннадцатиконечного листа. Этот вариант в конечном счёте было решено поместить на государственный флаг.

## История

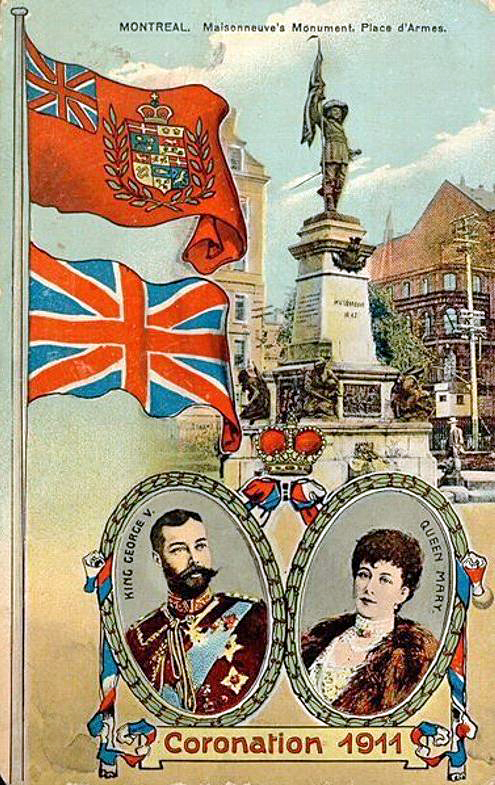
Флаг Канады (сверху слева) на канадской открытке, выпущенной по случаю коронации Георга V в 1911 году

Первым флагом, который был поднят в Канаде, является Георгиевский крест. Его установил итальянский мореплаватель на английской службе Джон Кабот, когда впервые достиг побережья острова Ньюфаундленд в 1497 году. Позднее в 1534 году французским мореплавателем Жаком Картье на полуострове Гаспе был установлен флаг Франции с геральдическим лилиями.
Флаг Великобритании стал использоваться в Канаде с момента основания первой британской колонии в Новой Шотландии в 1621 году. «Юнион Джек» являлся официальным флагом Канады до конца 60-х годов XIX века, а де-юре до 1965 года, когда был принят современный флаг.
В 1867 году после объединения всех колоний и территорий Британской Северной Америки в единое государство — Канадский Доминион Британской Империи возникла необходимость в создании национального флага. Поначалу в качестве флага Канады использовался флаг генерал-губернатора, представлявший собой флаг Великобритании, в центре которого изображался щит, разделённый на четыре части, в каждую из которых было помещёно изображение герба одной из четырёх восточных провинций: Нью-Брансуик, Новая Шотландия, Квебек и Онтарио. Щит был обрамлён венком из кленовых листьев. В 1868 году его заменило красное полотнище с флагом Великобритании в крыже, в правой части располагался тот же щит, что и на флаге генерал-губернатора, являющийся тогда и гербом Канады. С расширением территории страны гербы новых провинций были добавлены на флаг и герб Канады. Несмотря на то, что красный флаг никогда не был официально принят парламентом, он использовался в качестве национального флага. С 1892 года с одобрения Британского Адмиралтейства флаг стал использоваться на море. В 1921 году герб был изменён и дополнен, в этом же году претерпел изменения и флаг. Изображение старого герба, включающее в себя гербы девяти провинций, было заменено пятичастным щитом, являющимся сегодня малым гербом Канады. В 1925 году премьер-министр Макензи Кинг организовал комитет по созданию нового национального флага, но он был распущен ещё до выпуска окончательного доклада.
К 1960-м годам дебаты об официальном канадском флаге усилились и стали предметом споров, кульминацией которых стали Великие дебаты о канадском флаге. 15 июня 1964 года премьер-министр Лестер Пирсон внёс в Парламент предложение принять новый национальный флаг, представляющий собой вертикальный триколор, на средней полосе которого располагалось изображение трёх красных кленовых листьев, растущих из одной ветви. Этот проект вызвал бурные дебаты. Пирсон организовал комитет из 15 членов по разработке национального флага. 29 октября 1964 года Комитет выдвинул проект Джорджа Стэнли. 15 декабря 1964 года проект флага был одобрен Палатой Общин, а 17 декабря — Сенатом.
Королева Елизавета II утвердила флаг «Кленовый лист», подписав королевскую декларацию 28 января 1965 года, когда премьер-министр Лестер Пирсо и лидер оппозиции Джон Дифенбейкер находились в Лондоне на похоронах сэра Уинстона Черчилля. Красно-белый биколор с изображением одиннадцатиконечного красного листа сахарного клёна был утверждён в качестве государственного флага Канады 15 февраля 1965 года на торжественной церемонии в Оттаве на Парламентском холме в присутствии Генерал-губернатора Канады Жоржа Ванье, премьер-министра, членов Кабинета министров и канадских парламентариев. В полдень под звуки гимнов Канады и Великобритании был спущен старый флаг и поднят «Однолистник». В этот же день(15 февраля) в Канаде празднуется День национального флага Канады.

Флаг Канадской конфедерации 1867—1868 год
1868—1921 года
1921—1957 года
1957—1964 года
Вариант флага Канады, предложенный Лестером Пирсоном
Вариант флага Канады (Финалист группы С)

### Кленовый лист
Согласно одной из легенд, кленовый лист стал символом Канады при следующих обстоятельствах. В 1860 году принц Уэльский Альберт Эдуард (позднее король Великобритании и Ирландии Эдуард VII) впервые посетил Канаду. В Торонто планировалась встреча высокого гостя. Население города готовилось встретить принца со своими национальными символами. Так, английские эмигранты принесли розы, шотландские — ветви чертополоха (символа Шотландии). 
Однако, для детей эмигрантов, родившихся в Канаде, символа не нашлось, так как единственным канадским символом был бобр. Впрочем, в конце 1830-х годов баптистское общество Св. Иоанна в Квебеке приняло в качестве символа своего общества кленовый лист. Его и предложили нести канадцам на встрече с принцем.

## Использование

Сворачивание флага Канады

Отдельный нормативный акт, регулирующий использование государственного флага Канады, принят не был. Однако Министерством наследия Канады был выпущен свод правил по обращению и вывешиванию флага. Согласно ему, флаг Канады вывешивается на зданиях государственных учреждений, дипломатических миссий, военных баз и аэропортов. Также флаг Канады может быть использован рядовыми гражданами в любой день при обеспечении должного уважения к флагу. При вертикальном расположении полотнища черешок листа должен располагаться справа. Флаг может быть вывешен только на отдельном флагштоке и располагаться не ниже других флагов за исключением Канадского Королевского штандарта, штандартов генерал-губернатора и лейтенант-губернатора, а также флагов членов Королевской семьи. В дни траура, например, по случаю смерти монарха или премьер-министра флаг должен быть приспущен. Существует неофициальный регламент, согласно которому государственный флаг должен сворачиваться особым образом.

## Церемониальный флаг
Помимо национального флага с кленовым листом, в Канаде в определенных случаях используется флаг Королевского Союза, как символ членства страны в Содружестве наций и верности Короне. Правила требуют, чтобы федеральные объекты вывешивали флаг Королевского Союза рядом с национальным флагом, когда это физически возможно, с использованием второго флагштока в следующие дни: День Содружества (второй понедельник марта), День Виктории и годовщина Вестминстерского статута (11 декабря). Флаг Королевского Союза также можно вывесить на Национальном военном мемориале или в других местах во время церемоний, посвященных участию Канады вместе с другими вооружённоми силами стран Содружества во время войн. Национальный флаг всегда предшествует флагу Королевского Союза, причем первый занимает почетное место.

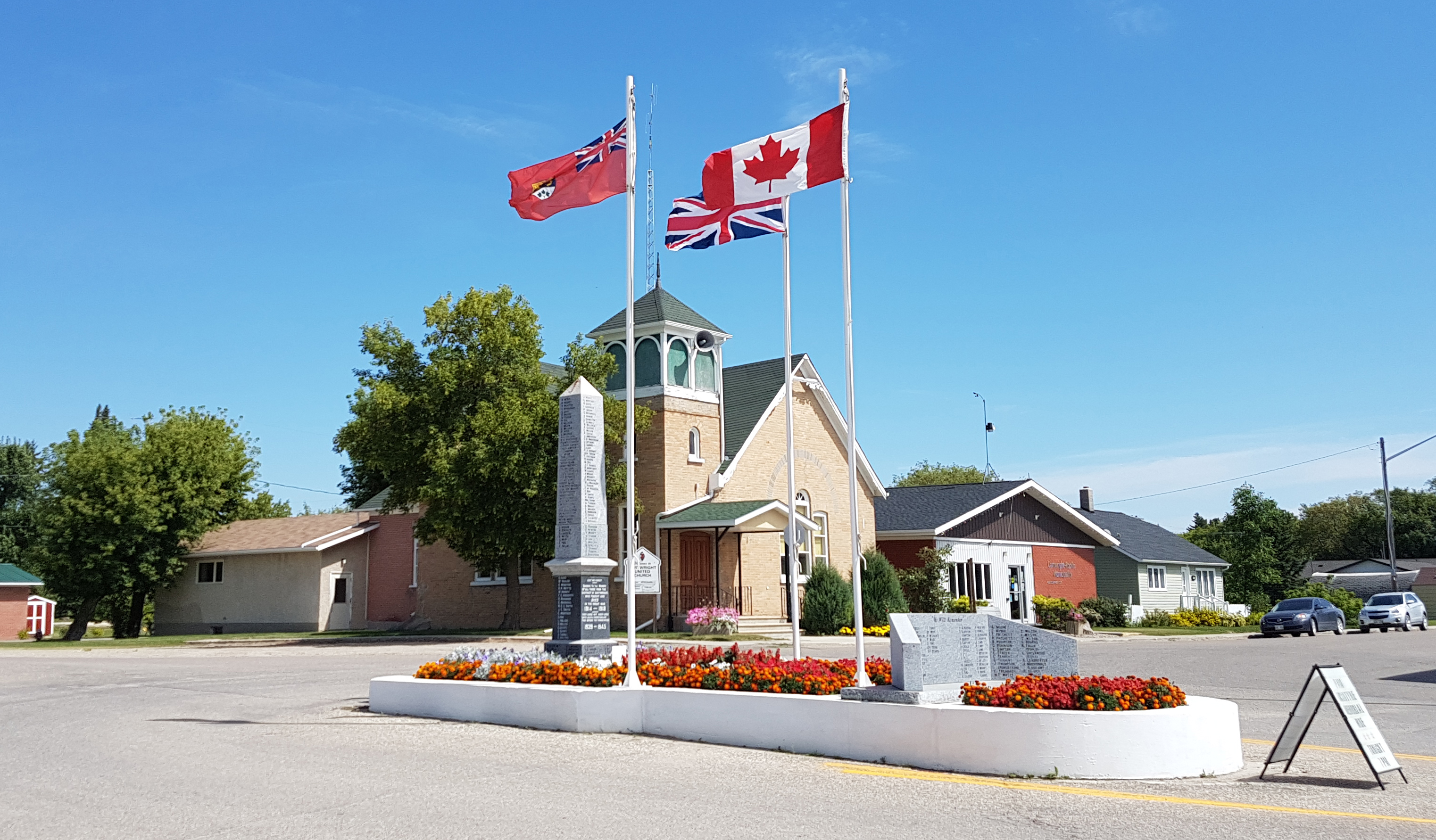
Флаги Канады в городе Картрайт[англ.], Манитоба
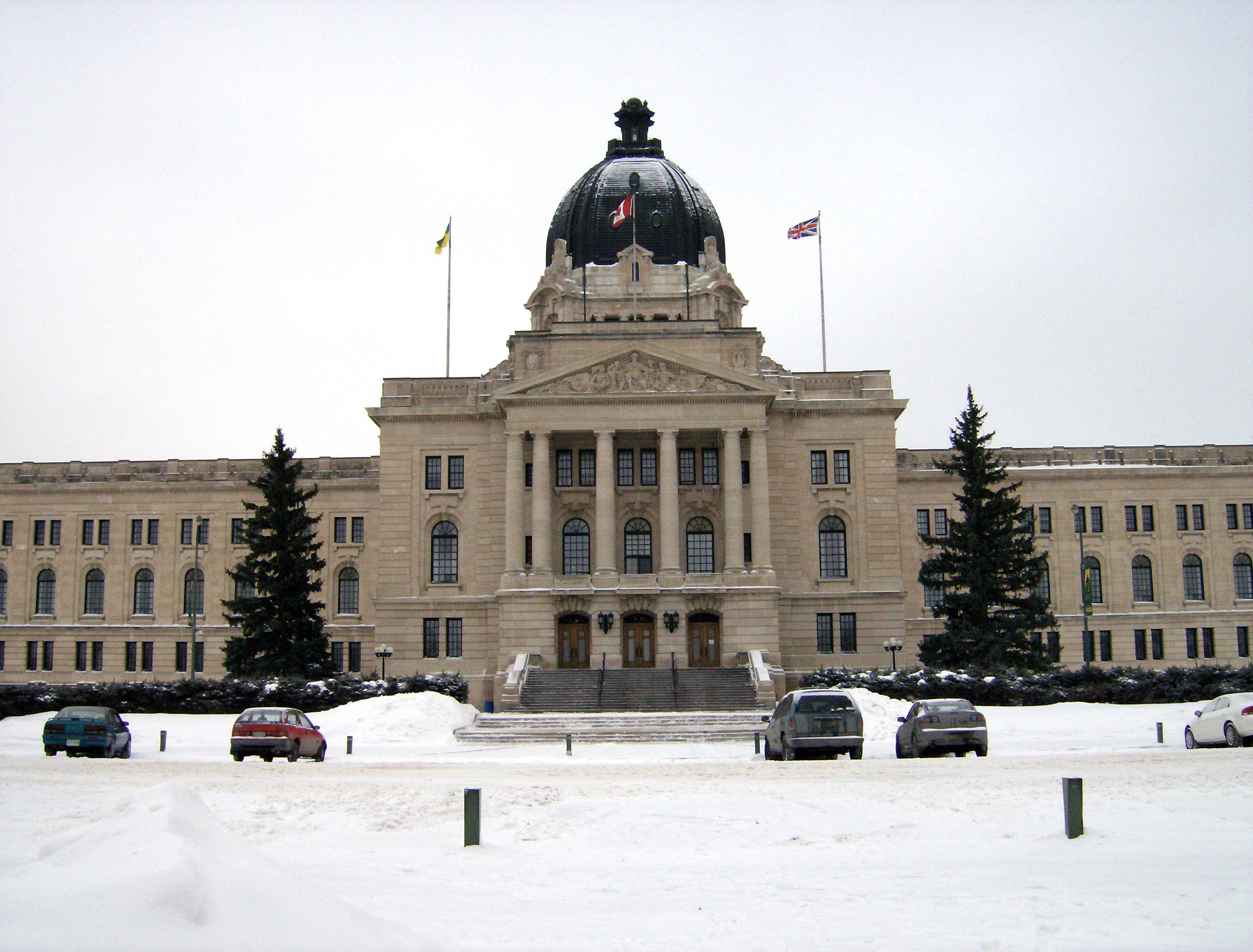
Флаг Королевского Союза (справа) на здании Законодательного собрания Саскачевана в Реджайне
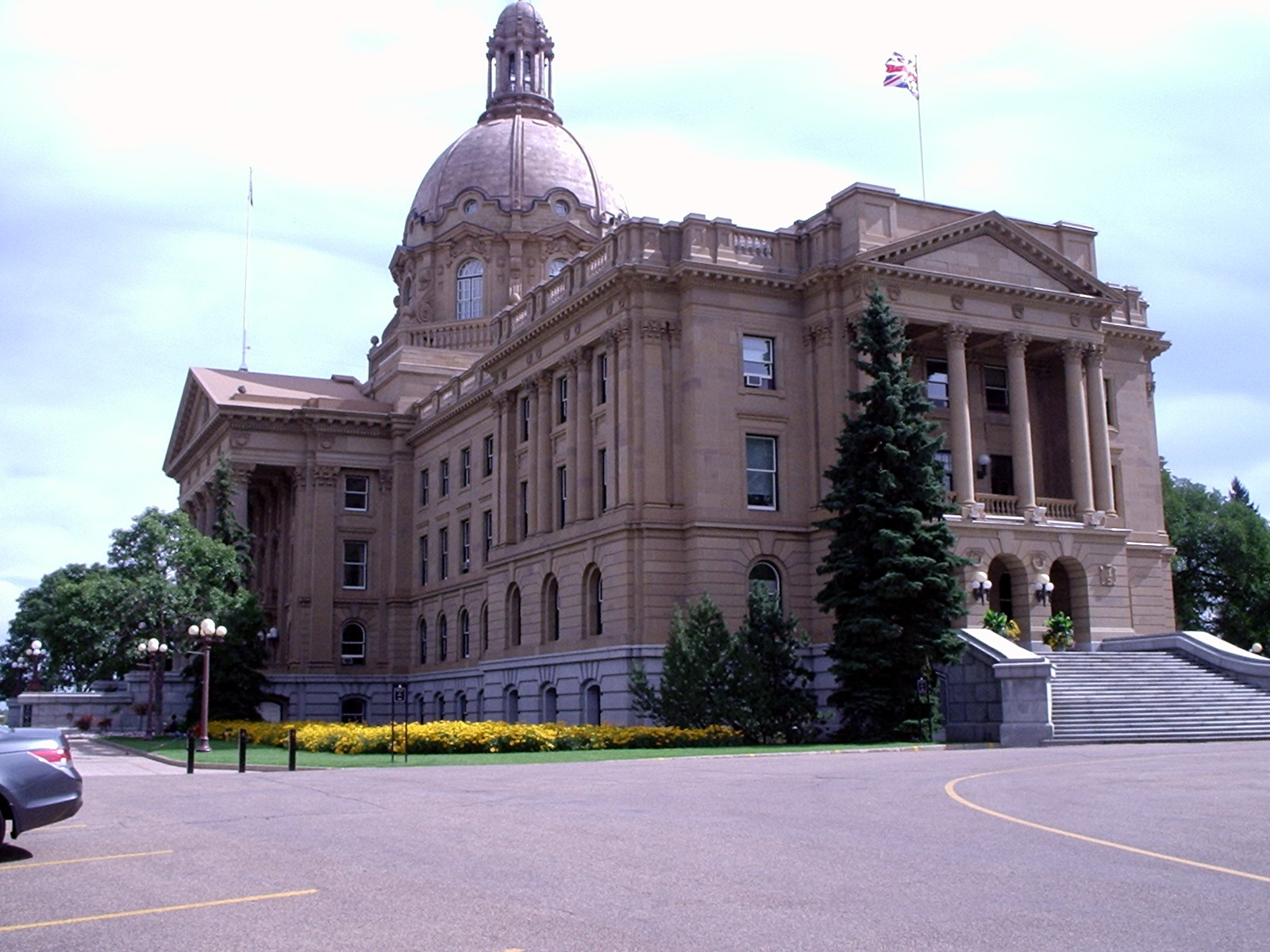
Флаг Королевского Союза на здании Законодательного собрания Альберты в Эдмонтоне
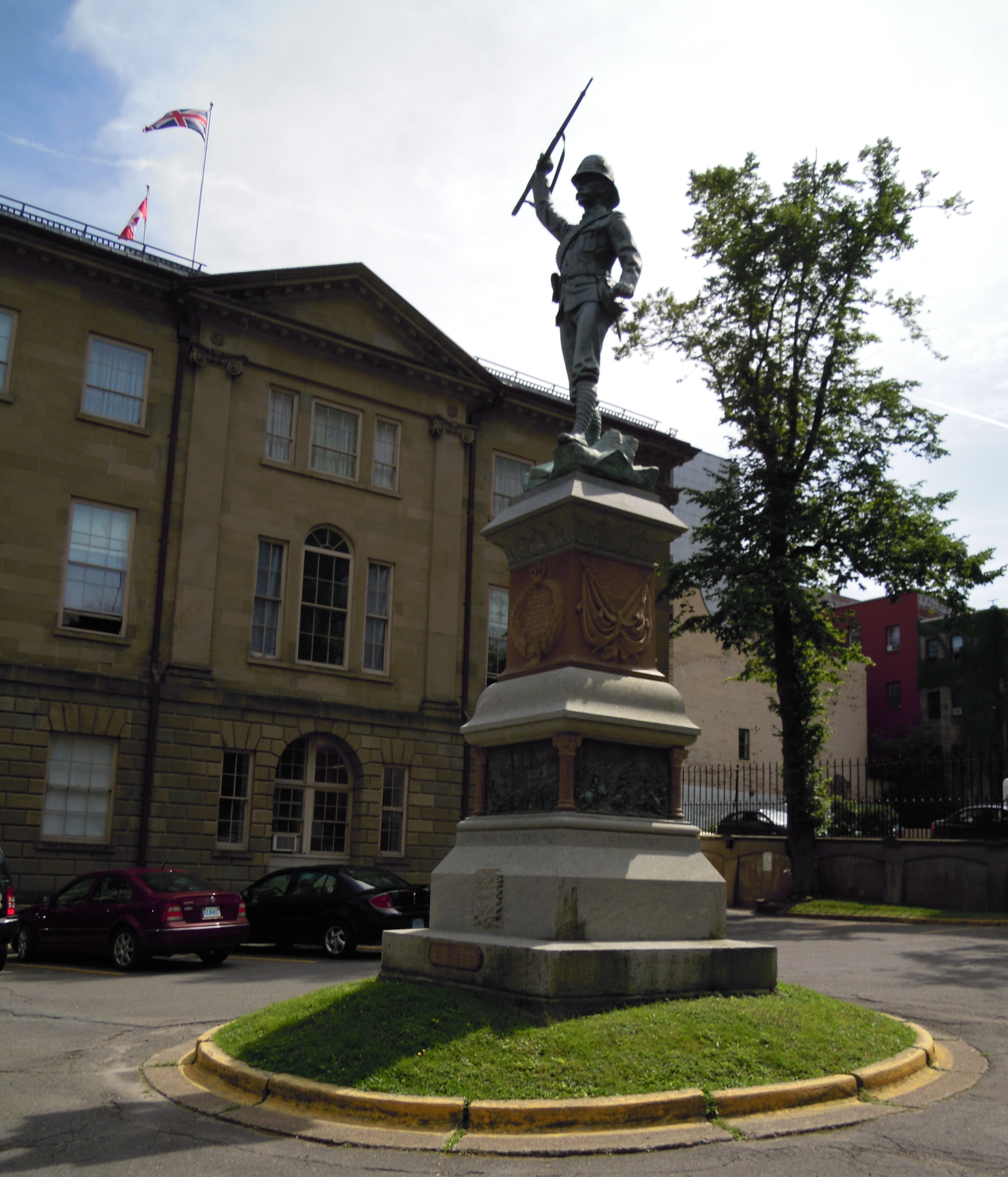
Юнион Джек на здании в Галифаксе
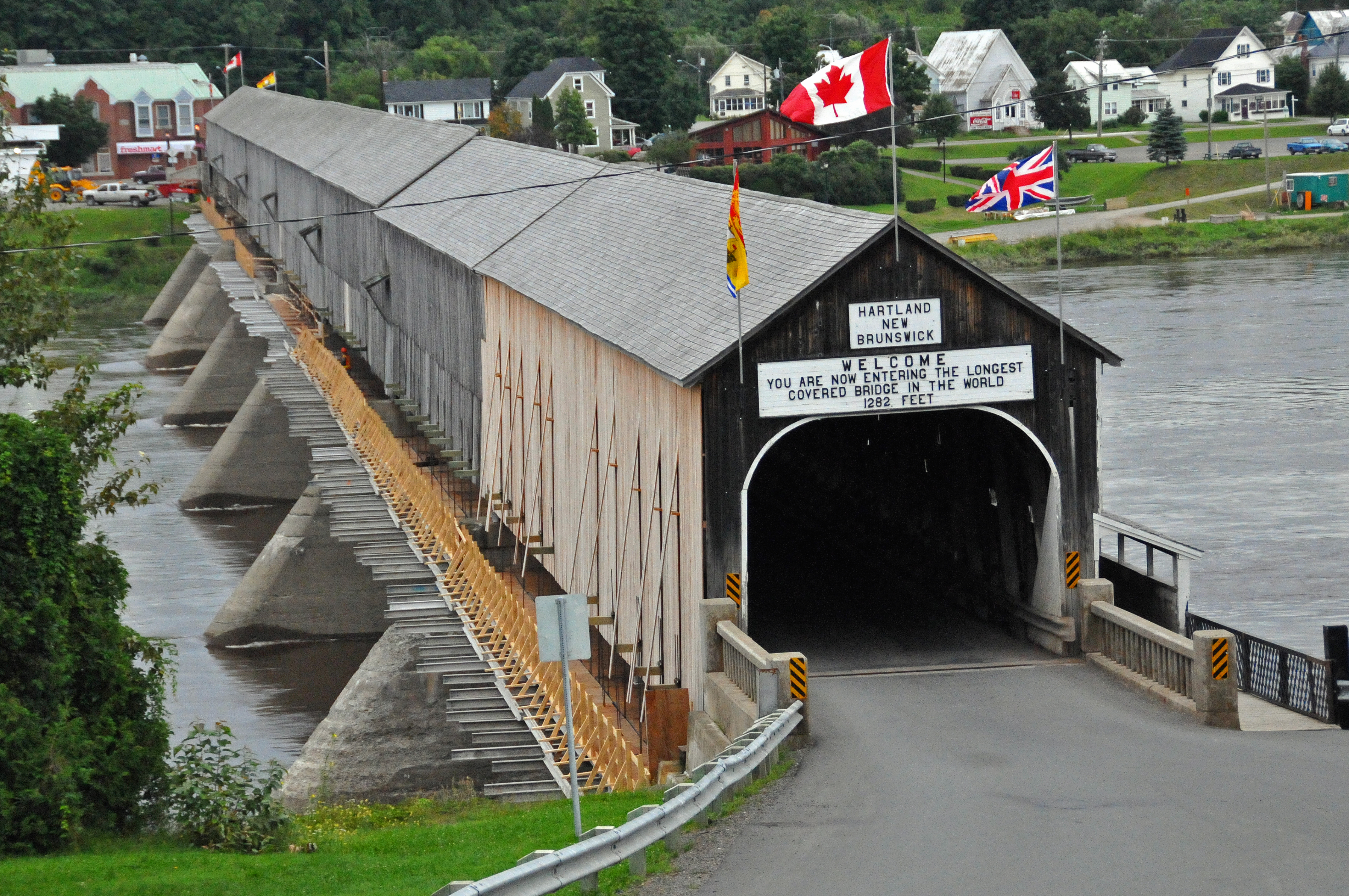
Национальный и церемониальный флаги Канады на крытом мосту Хартленд, Манитоба